# Dongbeititan
Dongbeititan is een geslacht van sauropode dinosauriërs dat tijdens het Vroege Krijt voorkwam in het gebied van het huidige China.

## Vondst en naamgeving
In 2006 verwierf het Dalian Natural History Museum het skelet van een sauropode dat was gevonden in een dal tussen de vallei van de Libalang en de vallei van de Er. Het werd geprepareerd door Wang Tao en in het museum opgesteld. 
De typesoort Dongbeititan dongi werd in 2007 benoemd en beschreven door Wang Xuri, You Hailu, Meng Qingjin, Gao Chunling, Cheng Xiaodong en Liu Jinyuan. De geslachtsnaam verwijst naar de streek Dongbei, het "Noord-Oosten", en verbindt de naam daarvan met het Griekse Titaan vanwege de reusachtige grootte. De soortaanduiding eert de Chinese paleontoloog Dong Zhiming.
Het fossiel, holotype DNHM D2867, bestaat uit zestien halswervels, zeven ruggenwervels, de drie voorste staartwervels, een rib, een chevron, de rechterschoudergordel, het rechterschaambeen, beide zitbeenderen, het rechterdijbeen en de linkerachterpoot, en werd gevonden in de Jehol Groep van de provincie Liaoning in een laag van de Yixianformatie die dateert uit het vroege Aptien, ongeveer 125 miljoen jaar oud. Het skelet lag min of meer in verband. Het is de eerste sauropode die in deze formatie werd opgegraven. De er florerende illegale fossielenhandel is namelijk niet zo geïnteresseerd in zulke stukken, die veel tijd vergen om op te graven en lastig in het geheim te verkopen zijn.
In 2012 werd gemeld dat in een losse rib, specimen LDRCv2, die vermoedelijk aan het holotype toebehoort, een tand van een vleesetende theropode was aangetroffen. Het betreft waarschijnlijk een nog onbekende middelgrote soort.

## Beschrijving

### Grootte en onderscheidende kenmerken
In 2010 schatte Gregory S. Paul de lichaamslengte op vijftien meter, het gewicht op zeven ton. You Hailu gaf in 2011 een iets lagere lengteschatting van veertien meter. Het skelet van Dongbeititan is robuust gebouwd. De halswervels zijn breed en matig verlengd.
Er werden twee onderscheidende kenmerken aangegeven. Het ravenbeksbeen is van voor naar achter langwerpig met een rechthoekige voorste onderhoek. De bijdrage van het schaambeen aan het heupgewricht is lang, glad en iets bol.

### Skelet
Hoewel een reeks van zestien halswervels is aangetroffen, ontbreekt de voorste atlas zodat het totaal het relatief hoge aantal van zeventien moet bedragen. Door beschadigingen zijn weinig details zichtbaar. Het is echter duidelijk dat ze sterk opisthocoel zijn en flink gepneumatiseerd met pleurocoelen en interne luchtkamertjes. De richels van de halswervels zijn stevig maar simpel van structuur, een afgeleid kenmerk. De hals is niet extreem verlengd en de wervels zijn minder dan driemaal langer dan breed.
Voor in de rug zijn de doornuitsteeksels licht gevorkt maar zonder bultje in het midden. Hier zijn de richels complexer. Achter in de rug is de richel tussen het wervellichaam en het achterste gewrichtsuitsteeksel niet gevorkt. De rug lijkt een systeem van secundaire gewrichtsuitsteeksels te tonen, een hyposfeen-hypanthrum-complex, een basaal kenmerk. De doornuitsteeksels hebben een rechthoekig zijprofiel, zijn vrij laag en liggen op de achterste helft van het centrum; dit laatste is een afgeleid kenmerk.
De voorste staartwervels zijn procoel en missen pleurocoelen en troggen op de onderzijde. De zijuitsteeksels zijn verticaal hoog, zowel op de wervelboog als het centrum liggend. De voorste gewrichtsuitsteeksels zijn robuust en steken naar voren uit over de voorliggende wervel. De doornuitsteeksels zijn in zijaanzicht breed maar overdwars relatief smal.
De bewaarde rib is plankvormig en gepneumatiseerd. De bewaarde chevron is bovenaan overbrugd en onderaan niet gevorkt. Het haemaalkanaal is niet speciaal verlengd.
Het schouderblad heeft een hoge processus acromialis. Het blad heeft een D-vormige dwarsdoorsnede en stat wat schuin naar achteren gericht ten opzichte van de naad met het ravenbeksbeen. Het rechthoekige voorste profiel van het ravenbeksbeen werd afgeleid uit de aanwezigheid van een inkeping in de voorrand. Het schoudergewricht is iets naar binnen gericht.
Het schaambeen is bovenaan breed. De tak naar het zitbeen is echter horizontaal kort. Er lijkt onderaan geen beenschort te zijn tussen beide schaambeenderen maar er is wel een klein vergroeiingsvlak. Het zitbeen is langer dan het schaambeen, met een slanke schacht en iets verbreed uiteinde.
Het dijbeen heeft een bult of verheffing op de buitenste bovenzijde. De schacht is sterk overdwars afgeplat. Het scheenbeen is onderaan niet speciaal verbreed. Er is een klein schijfvormig hielbeen aangetroffen. Het eerste middenvoetsbeen is even lang als het vijfde. Het tweede middenvoetsbeen is wat langer en smaller dan het eerste. Het derde en vierde middenvoetsbeen zijn duidelijk kleiner. Los van de achterpoot zijn twee voetklauwen ontdekt waarvan vermoed wordt dat het om de eerst een tweede gaat. De eerste klauw is dan veel groter dan de tweede en zelfs langer dan het eerste middenvoetsbeen.

## Fylogenie
Een eerste analyse wees uit dat Dongbeititan een basaal lid van de Titanosauriformes was, in een meer afgeleide positie ten opzichte van de Titanosauria dan Euhelopus, Fusuisaurus en Huanghetitan, maar basaler dan Gobititan en Jiutaisaurus. Dat zou het een basaal lid van de Somphospondyli maken maar de beschrijvers legden hier niet de nadruk op: het concept was in 2007 in China niet populair omdat men nog rekening hield met een veel basalere positie van Euhelopus.